# Thomas Schmid (Kirchenmusiker)
Thomas Schmid (Thomas P. Schmid; * 19. Dezember 1959 in München) ist ein deutscher Kirchenmusiker, Komponist und Bestatter.

## Leben
Thomas Schmid wuchs in München auf und besuchte das Pestalozzi-Gymnasium (musisches Gymnasium); in dieser Zeit erhielt er am Münchner Musikseminar Klavierunterricht bei Walter Krafft (Lipatti-Schule). Bereits in Jugendjahren war er als Organist in und um München tätig. 1975 erste Konzerttätigkeiten in Österreich und München, weihnachtliche Konzerte mit der Sopranistin Andria Kolankowski in der Münchner Asamkirche und der Klosterkirche St. Anna mit der Capella Mediaevalis München. Ende der 1970er Jahre gründete er mit Schülern des musischen Gymnasiums das Kammerorchester „Tabula Rasa“, mit dem er regelmäßig im „MUH“, der Kleinkunstbühne „Musikalisches UnterHolz“ in München-Ramersdorf, auftrat.
An der Pfarr- und Wallfahrtskirche Maria Ramersdorf war er ab 1976 Chorrepititor und Organist und erhielt dort nach vielen ehrenamtlichen Diensten 1979 seinen ersten Arbeitsvertrag. Bereits vor Beginn seines Studiums der Katholischen Kirchenmusik am Richard-Strauss-Konservatorium in München übernahm er 1981 die Stelle des Chorregenten an St. Magdalena in Ottobrunn, bevor er 1996 Chordirektor an St. Peter und Paul in München-Trudering geworden ist, wo er einen großen Kirchenchor wieder aufbauen und ein Orchester gründen konnte.
Thomas Schmid ist ständiger Leiter mehrerer Chorgemeinschaften. 1981 gründete er den Kammerchor Capella Mediaevalis München, mit dem zahlreiche Einspielungen und Live-Sendungen mit dem Bayerischen Rundfunk entstanden sind.
Mit diesem Kammerchor begann er eine Reihe von Benefizkonzerten, deren Erlös jeweils bedürftigen Menschen vor Ort zugutegekommen sind. Seit 1983 ist er Leiter des Männerchores Sängerkreis Ottobrunn. Dieser Männerchor konnte sich mit seinen Auftritten, auch in Funk und Fernsehen, weit über die Grenzen Bayerns einen Namen machen; großen Bekanntheitsgrad erreichte der Chor durch die Parodieversion 'Bayerisches Bier' auf das Lied "Griechischer Wein", für das Thomas Schmid eine autorisierte Bearbeitung geschrieben hat und dessen Video auf YouTube zu sehen ist.
Von 1986 bis 1992 leitete er den 'Münchner Kindl-Chor', dessen Ursprung in der Bewegung der 'Fischer-Chöre' lag. Mit diesem Chor entstanden ebenfalls etliche Tonaufnahmen und Auftritte mit dem Bayerischen Rundfunk.
1988 begann Schmid als freier Mitarbeiter im Bayerischen Rundfunk und ist im Bereich Sendegestaltung und Moderation tätig. Er arbeitet als Komponist, Herausgeber, Textdichter und Lektor für mehrere Verlage und ist Co-Autor von Kinderbüchern, Dozent und Conferencier.
Für die Einspielungen vieler Hörspiele und Liederalben schrieb er zahlreiche Arrangements und Lieder für Kinder, u. a. Urlaub auf dem Bayernhof (für Playmobil), Jahrmarkt in Rummelsbach sowie die Liederalben für die Preußler-Klassiker Räuber Hotzenplotz, Die Kleine Hexe undDas Kleine Gespenst, sowie die Urmel-Abenteuer-Lieder, Janosch erzählt Grimms Märchen (drei CDs) und Li-La-Lust- und Laune-Lieder, bei deren Aufnahmen jeweils sein Kinderchor (Hohenbrunner Lieder-Rasselbande) mitwirkte, die er von 1994 bis 2012 geleitet hat.
Zusammen mit Egon L. Frauenberger entwickelte er das neue Musikgenre Bayrisch Gospel, dessen Tonaufnahmen mit dem Bayerischen Rundfunk entstanden sind.
Diese Lieder sind ebenso wie viele weitere seiner Chorsätze und Arrangements in den Musikverlagen Johann Dennerlein und edition effel-music erschienen.
Thomas Schmid engagiert sich besonders für die Wiederentdeckung der Werke von Karl Kempter (1819–1871) und konnte in Klöstern und Archiven verschollene Werke Kempters finden, bearbeiten und im Musikverlag Dr. J. Butz teilweise neu herausgeben; in diesem Verlag sind ebenfalls viele seiner kirchenmusikalischen Werke erschienen.
Mit seinem Sohn Alexander Schmid und Inge Maria Krämer, beide fachgeprüfte Bestatter, führt er ein Bestattungsinstitut mit Niederlassungen in München, Ottobrunn, Markt Schwaben, Landshut, Altdorf und Essenbach (Trauerdienste Schmid – Trauerhaus Krämer).
Seit 2013 ist er Dozent des Deutschen Bundesverbandes der Bestatter am Bundesausbildungszentrum für Bestatter (BAZ).
Thomas Schmid ist ehrenamtlich und kulturell engagiert:
Um eine Initiative von Susanne Pechel zu unterstützen, hat er für die Produktion Lobe den Herren des Bayerischen Rundfunks ehrenamtlich die musikalische Leitung, das Arrangement vieler Lieder für Chor und Orchester sowie die Organisation mit über 200 Mitwirkenden aus 25 Münchner Chören und Orchestern übernommen; der Erlös aus dem Verkauf von CDs und MCs ging nach El Limón im Osten der Dominikanischen Republik für die medizinische Basisversorgung der dortigen Landbevölkerung.
Im Münchner Stadtteil Trudering initiierte und etablierte er drei Konzertreihen. Unter seiner Leitung stehen das Große Truderinger Neujahrskonzert, seit dem Jahr 2000 immer mit weit über 100 Mitwirkenden; seit 2006 das Konzert unter freiem Himmel „Klassik, Klang und Feuerwerk“ im Truderinger Pfarrhof, das jeweils mit einem Brilliant-Feuerwerk endet und seit 2008 das November-Konzert „Ruhn in Frieden alle Seelen“.
Für alle diese Konzerte gilt „Eintritt frei“.
Seit 2006 organisiert er zugunsten der Münchner Tafel regelmäßig Benefiz-Konzerte, meist in der Münchner "Heilig-Geist-Kirche" oder im „Alten Peter“.
Für seinen Einsatz in der Kirchenmusik erhielt er vom Bayerischen Ministerpräsidenten Alfons Goppel die Medaille 'Patrona Bavariae', für sein soziales und kulturelles Engagement wurden ihm 2019 die Ehrennadel der Gemeinde Ottobrunn und 2025 die Silberne Ehrennadel der Gemeinde Hohenbrunn verliehen.
Für diese beiden Gemeinden organisiert und moderiert er seit Mitte der 1990er Jahre regelmäßig Veranstaltungen und Konzerte.

## Auszeichnungen
- 1977_ Medaille Patrona Bavariae des bayerischen Ministerpräsidenten für seinen Einsatz in der Kirchenmusik.
- 2008: Silberne Ehrennadel der Sudetendeutschen Landsmannschaft München.
- 2008: Nominierung für den Tassilo-Preis der Süddeutschen Zeitung.
- 2019: für sein gesellschaftliches und kulturelles Engagement mit der Ehrennadel der Gemeinde Ottobrunn ausgezeichnet.
- 2019: Ernennung zum Ehrenmitglied des Sängerkreis Ottobrunn.
- 2021: Urkunde mit Dank und Anerkennung für die Förderung und Unterstützung der Sudetendeutschen Landsmannschaft durch Bernd Posselt.
- 2025: für sein gesellschaftliches und ehrenamtliches Engagement mit der Ehrennadel in Silber der Gemeinde Hohenbrunn ausgezeichnet.

## Diskographie
Aufnahmen mit dem Kammerchor Capella Mediaevalis München
- Bayerische Messe nach Worten von Helmut Zöpfl
- Alles fließt – Panta Rhei
- Stern von Bethlehem – Zauber der Heiligen Nacht
- Geht Gott, der Herr, durchs Paradies – Bayrisch Gospel

Weitere Aufnahmen und Einspielungen
- Cäcilienmesse von Charles Gounod mit der Chorgemeinschaft St. Magdalena Ottobrunn.
- Mit Musik geht alles besser mit dem Sängerkreis Ottobrunn.
- zahlreiche Liederalben (Musik und Leitung) vom Räuber Hotzenplotz, von der Kleinen Hexe, dem Kleinen Gespenst, dem Urmel aus dem Eis, Jahrmarkt ist in Rummelsbach, Janosch erzählt Grimms Märchen, Li-La-Lust- und Laune-Lieder mit der „Hohenbrunner Lieder-Rasselbande“.
- zahlreiche Konzertmitschnitte mit und für den Bayerischen Rundfunk.